# Llíria (ort)
Llíria är en ort i Spanien.   Den ligger i provinsen Província de València och regionen Valencia, i den östra delen av landet, 280 km öster om huvudstaden Madrid. Llíria ligger 174 meter över havet och antalet invånare är 22 706.
Terrängen runt Llíria är lite kuperad, och sluttar söderut. Runt Llíria är det tätbefolkat, med 369 invånare per kvadratkilometer. Närmaste större samhälle är Manises, 19,1 km sydost om Llíria. Trakten runt Llíria består till största delen av jordbruksmark.